# 久保田郁夫
久保田 郁夫（くぼた いくお、1958年〈昭和33年〉2月21日 - ）は、日本の政治家。新潟県糸魚川市長（1期）。

## 経歴
新潟県立糸魚川高等学校を経て、1980年（昭和55年）、順天堂大学体育学部体育学科卒業。新潟県内の高校の教諭を務め、2014年（平成26年）に新潟県立海洋高等学校校長に就任。2018年（平成30年）糸魚川市産学官推進企画幹となる。2019年（平成31年）、新潟食料農業大学客員教授。

### 2021年糸魚川市長選挙
2021年（令和3年）に糸魚川市長選挙に無所属で立候補するが、現職の米田徹に敗れて落選。
※当日有権者数：35,414人 最終投票率：74.12%（前回比： 2.08pts）
| 候補者名   | 年齢 | 所属党派 | 新旧別 | 得票数   | 得票率 | 推薦・支持 |
| ---------- | ---- | -------- | ------ | -------- | ------ | ---------- |
| 米田徹     | 72   | 無所属   | 現     | 13,952票 | 53.60% | -          |
| 久保田郁夫 | 63   | 無所属   | 新     | 12,079票 | 46.40% | -          |

その後、寺島区の区長となる。

### 2025年糸魚川市長選挙
2025年（令和7年）4月20日に行われた糸魚川市長選挙に再び無所属で立候補し、米田徹の後継指名を受けた自民党推薦の元市議ともう1人の元市議を破って初当選した。
※当日有権者数：32,637人 最終投票率：72.53%（前回比： 1.59pts）
| 候補者名   | 年齢 | 所属党派 | 新旧別 | 得票数  | 得票率 | 推薦・支持 |
| ---------- | ---- | -------- | ------ | ------- | ------ | ---------- |
| 久保田郁夫 | 67   | 無所属   | 新     | 9,150票 | 39.00% | -          |
| 横山人美   | 59   | 無所属   | 新     | 8,792票 | 37.48% | 自民推薦   |
| 伊藤麗     | 34   | 無所属   | 新     | 5,517票 | 23.52% | -          |

同月24日に就任した。